# Alberga (Sverige)
 For alternative betydninger, se Alberga. (Se også artikler, som begynder med Alberga)
Alberga er et byområde beliggende i Eskilstuna kommun i Södermanlands län i Sverige 25 km sydvest for Eskilstuna og 2 km nord for Hjälmaresund. Byen kaldes nogle gange også Stora Sundby, som er navnet på det postdistrikt Alberga ligger i samt det nærtbeliggende slot Stora Sundby slott.
Navnet Alberga kommer formentlig fra "Alnäset", et i dag (efter Hjälmarens sænkning) forsvundet næs. "Alnäsets berg" kan være sat sammen til "Alberga".

## Forbindelser
Alberga har busforbindelse til det centrale Eskilstuna med Citybussens linje 8.
Herfra går länsväg 230 østpå mod Eskilstuna, mens riksväg 56 går sydpå mod Katrineholm samt nordpå mod Kungsör med videre forbindelse til E20.

## Idræt
I Alberga findes en idrætsforening, Stora Sundby GoIF som benytter idrætsanlægget Hammargärdets IP. Ved idrætspladsen findes også en lejrplads.

## Vejskilte
Byen fik opmærksomhed, også i de landsdækkende medier, i april 2011 da skilte med byens navn blev sat op efter en forsinkelse på 48 år. I løbet af disse år var Alberga skiltet Stora Sundby. Forsinkelsen skyldtes at det blev overset af vejmyndighederne, hvilket blev rettet knap 50 år for sent af Trafikverket.